# Tel père, telles filles
Pour les articles homonymes, voir Tel père, telle fille (homonymie).
Ne doit pas être confondu avec Tel père telle fille.
Pour plus de détails, voir Fiche technique et Distribution.
Tel père, telles filles ou Droit au but au Québec (Switching Goals) est un téléfilm américain réalisé par David Steinberg en 1999.

## Synopsis
C'est l'histoire d'un père, entraîneur d'une équipe de football qui, voulant absolument gagner, favorise l'une de ses filles jumelles… Mais lors de la sélection des équipes juniors, sa femme l'oblige à choisir la deuxième de ses filles. Et Sam (la meilleure en sport) est choisie par une autre équipe. Pour faire plaisir à leur père et pour s'amuser, elles décident d'échanger leurs place.

## Fiche technique
genre : comedie

## Distribution
- Mary-Kate Olsen (VQ : Bianca Gervais) : Samantha 'Sam' Stanton
- Ashley Olsen (VQ : Bianca Gervais) : Emma Stanton
- Eric Lutes (VF : Olivier Destrez ; VQ : Daniel Picard) : Jerry Stanton
- Kathryn Greenwood (VF : Céline Monsarrat ; VQ : Anne Bédard) : Denise Stanton
- Robert Clark : Helmet Head
- Joe Grifasi (VQ : Jean-Marie Moncelet) : Dave
- Ted Atherton : Mitch
- Trevor Blumas (VQ : Lawrence Arcouette) : Greg Jeffries
- Jake LeDoux : Richie
- Keith Knight (VF : Patrick Préjean) : Willard Holmes
- Michael Cera : Taylor
- Jesse Farb : Oscar
- Vito Rezza (VQ : François L'Écuyer) : Sal
- Brian Heighton : Jim
- Damir Andrei : Arden
- Michael Lamport : Adrian
- Marcello Meleca : Danny
- Judah Katz : Mike
- Cal Rosemond : Frankie
- Moynan King : la mère de Taylor
- Joanna Reece : la mère de Bobby
- Alexi Lalas : lui-même

Sources et légendes : Version française (VF) sur RS Doublage.Version québécoise (VQ) sur Doublage Québec.